# 1959年の野球
1959年の野球（1959ねんのやきゅう）では、1959年の野球界における動向をまとめる。

## 競技結果

### 日本プロ野球

#### ペナントレース
| 順位 | 球団             | 勝 | 敗 | 分 | 勝率 | 差   |
| 1位  | 読売ジャイアンツ | 77 | 48 | 5  | .616 | 優勝 |
| 2位  | 大阪タイガース   | 62 | 59 | 9  | .512 | 13.0 |
| 2位  | 中日ドラゴンズ   | 64 | 61 | 5  | .512 | 13.0 |
| 4位  | 国鉄スワローズ   | 63 | 65 | 2  | .492 | 15.5 |
| 5位  | 広島カープ       | 59 | 64 | 7  | .480 | 17.0 |
| 6位  | 大洋ホエールズ   | 49 | 77 | 4  | .389 | 28.5 |

| 順位 | 球団               | 勝 | 敗 | 分 | 勝率 | 差   |
| 1位  | 南海ホークス       | 88 | 42 | 4  | .677 | 優勝 |
| 2位  | 毎日大映オリオンズ | 82 | 48 | 6  | .631 | 6.0  |
| 3位  | 東映フライヤーズ   | 67 | 63 | 5  | .515 | 21.0 |
| 4位  | 西鉄ライオンズ     | 66 | 64 | 14 | .508 | 22.0 |
| 5位  | 阪急ブレーブス     | 48 | 82 | 4  | .369 | 40.0 |
| 6位  | 近鉄バファロー     | 39 | 91 | 3  | .300 | 49.0 |

#### 日本シリーズ
| 日付                                | 試合   | ビジター球団（先攻） | スコア   | ホーム球団（後攻） | 開催球場   |
| ----------------------------------- | ------ | -------------------- | -------- | ------------------ | ---------- |
| 10月24日（土）                      | 第1戦  | 読売ジャイアンツ     | 7 - 10   | 南海ホークス       | 大阪球場   |
| 10月25日（日）                      | 第2戦  | 読売ジャイアンツ     | 3 - 6    | 南海ホークス       | 大阪球場   |
| 10月26日（月）                      | 移動日 | 移動日               | 移動日   | 移動日             | 移動日     |
| 10月27日（火）                      | 第3戦  | 南海ホークス         | 3 - 2    | 読売ジャイアンツ   | 後楽園球場 |
| 10月28日（水）                      | 第4戦  | 雨天中止             | 雨天中止 | 雨天中止           | 後楽園球場 |
| 10月29日（木）                      | 第4戦  | 南海ホークス         | 3 - 0    | 読売ジャイアンツ   | 後楽園球場 |
| 優勝：南海ホークス（11年ぶり3回目） |        |                      |          |                    |            |

#### 個人タイトル
|                               | セントラル・リーグ | セントラル・リーグ | セントラル・リーグ | パシフィック・リーグ | パシフィック・リーグ | パシフィック・リーグ |
| タイトル                      | 選手               | 球団               | 成績               | 選手                 | 球団                 | 成績                 |
| ----------------------------- | ------------------ | ------------------ | ------------------ | -------------------- | -------------------- | -------------------- |
| 最優秀選手                    | 藤田元司           | 巨人               |                    | 杉浦忠               | 南海                 |                      |
| 最優秀新人                    | 桑田武             | 大洋               |                    | 張本勲               | 東映                 |                      |
| 沢村栄治賞(セ) 最優秀投手(パ) | 村山実             | 大阪               |                    | 杉浦忠               | 南海                 |                      |
| 首位打者                      | 長嶋茂雄           | 巨人               | .334               | 杉山光平             | 南海                 | .323                 |
| 最多本塁打                    | 森徹 桑田武        | 中日 大洋          | 31本               | 山内和弘             | 大毎                 | 25本                 |
| 最多打点                      | 森徹               | 中日               | 87打点             | 葛城隆雄             | 大毎                 | 95打点               |
| 最多盗塁                      | 岡嶋博治           | 中日               | 41盗塁             | R.バルボン           | 阪急                 | 38盗塁               |
| 最多安打                      | 長嶋茂雄           | 巨人               | 150安打            | 葛城隆雄             | 大毎                 | 163安打              |
| 最高出塁率                    | 長嶋茂雄           | 巨人               | .426               | 豊田泰光             | 西鉄                 | .403                 |
| 最優秀防御率                  | 村山実             | 大阪               | 1.19               | 杉浦忠               | 南海                 | 1.40                 |
| 最多勝利                      | 藤田元司           | 巨人               | 27勝               | 杉浦忠               | 南海                 | 38勝                 |
| 最多奪三振                    | 金田正一           | 国鉄               | 313奪三振          | 杉浦忠               | 南海                 | 336奪三振            |
| 最高勝率                      | 藤田元司           | 巨人               | .711               | 杉浦忠               | 南海                 | .905                 |

#### ベストナイン
|          | セントラル・リーグ | セントラル・リーグ | パシフィック・リーグ | パシフィック・リーグ |
| 守備位置 | 選手               | 球団               | 選手                 | 球団                 |
| -------- | ------------------ | ------------------ | -------------------- | -------------------- |
| 投手     | 藤田元司           | 巨人               | 杉浦忠               | 南海                 |
| 捕手     | 藤尾茂             | 巨人               | 野村克也             | 南海                 |
| 一塁手   | 藤本勝巳           | 大阪               | 榎本喜八             | 大毎                 |
| 二塁手   | 土屋正孝           | 巨人               | 岡本伊三美           | 南海                 |
| 三塁手   | 長嶋茂雄           | 巨人               | 葛城隆雄             | 大毎                 |
| 遊撃手   | 吉田義男           | 大阪               | 豊田泰光             | 西鉄                 |
| 外野手   | 大和田明           | 広島               | 杉山光平             | 南海                 |
| 外野手   | 坂崎一彦           | 巨人               | 高倉照幸             | 西鉄                 |
| 外野手   | 森徹               | 中日               | 山内和弘             | 大毎                 |

### 高校野球
- 第31回選抜高等学校野球大会優勝：中京商業（愛知県）
- 第41回全国高等学校野球選手権大会優勝：西条（愛媛県）

### 大学野球
- 第8回全日本大学野球選手権大会優勝：早稲田大

- 東京六大学野球連盟優勝 春：早稲田大、秋：立教大
- 東都大学野球連盟優勝 春：専修大、秋：日本大
- 関西六大学野球連盟優勝 春：関西学院大、秋：関西学院大

### 社会人野球
- 第30回都市対抗野球大会優勝：丸善石油

### メジャーリーグ
- ワールドシリーズ
ロサンゼルス・ドジャース（ナ・リーグ） （4勝2敗） シカゴ・ホワイトソックス（ア・リーグ）

## できごと

### 1月
- 1月9日 - 近鉄パールスは新ニックネームを「バッファロー」に決定したと発表[2]。

### 2月
- 2月1日 - 大毎は球団代表が松村喜平に変わり和田準一が就任したと発表[3]。
- 2月5日 - パ・リーグは丸の内の東京会館にてオーナー、代表者合同会議を開き、専任のリーグ会長に野球評論家の中沢不二雄が就任することを決定[4]。

### 3月
- 3月12日 - プロ野球12球団代表者会議が午後1時から東京会館で開かれ、新人選手に対する契約金の高騰を抑制するため最大で1千万へ制限し、違反した球団には3千万円の罰金を科すことを決定[5]。
- 3月15日 - 中日ドラゴンズの西沢道夫の引退試合が行われる。また西沢の背番号15は永久欠番に制定。

### 4月
- 4月1日 - 第31回選抜高等学校野球大会開幕。第3試合で応援団の天理高等学校吹奏楽部が「天理ファンファーレ」を初めて演奏した[6]。
- 4月10日
  - 選抜高校野球の決勝戦が行われ、中京商が岐阜商を3対2で破り、1956年（第28回）以来3年ぶり3度目の優勝を達成する。
  - パ・リーグの公式戦が開幕[7]。
- 4月11日 - セ・リーグの公式戦が開幕[8]。
- 4月24日 - プロ野球実行委員会が東京会館にて開かれ、5月1日からファウル・ボウルを全球団ファンにサービスすること、野球体育博物館は6月1日開館を目指すことを決定[9]。

### 5月
- 5月2日
  - 阪急の滝田政治が大阪球場での対南海4回戦に出場し、プロ通算1000試合出場を達成[10]。
  - シンシナティ・レッズのフランク・ロビンソンがサイクル安打を達成する。
- 5月10日 - 近鉄バファローは日生球場での西鉄ライオンズ3回戦で、延長11回裏に関根潤三が稲尾和久からサヨナラ適時打を打ち3対2で勝利。近鉄は1956年5月17日以来22連敗を喫していた稲尾から初の白星[11]。
- 5月20日 - 西鉄の中西太が平和台球場での対東映8回戦の六回裏に安打を打ち、プロ通算1000安打を達成[12]。
- 5月21日 - 大阪タイガースの村山実が甲子園球場での対巨人8回戦に先発し、無安打に抑えるが失策による2失点で完投勝利。セ・リーグ初の毎回奪三振を記録[13]。
- 5月30日 - 駒沢球場での東映対近鉄8回戦の東映は一回裏一死一、三塁の攻撃の場面で重盗し三塁走者の山本八郎が本塁へ突入し近鉄の捕手の加藤昌利の左腕にスパイクするがアウト。加藤が注意すると山本が加藤の首筋を殴りつけ山本も加藤にボールを投げつける[14]。

### 6月
- 6月2日 - 東映の球団代表の石原春夫はさる5月30日の対近鉄8回戦にて近鉄の捕手の加藤昌利に暴行した山本八郎を6月1日から無期限の出場停止処分にしたと発表[15]。
- 6月3日 - 西鉄の稲尾和久が平和台球場での対近鉄ダブルヘッダーの第1試合の5回戦に登板して1失点完投勝ちし、プロ通算100勝を達成[16]。
- 6月12日 - 野球殿堂博物館が開館。
- 6月14日 - 西鉄の大下弘が駒沢球場での対東映11回戦に出場し、プロ通算1500試合出場を達成[17]。
- 6月20日 - 広島カープの大和田明が対大洋ホエールズ戦（広島市民球場）においてサイクル安打を達成。
- 6月25日 - 昭和天皇と香淳皇后が初のプロ野球観戦となる後楽園球場での巨人対阪神11回戦をネット裏から観戦[18]。

### 7月
- 7月5日 - 大洋の幸田優は川崎球場での対広島ダブルヘッダー第2試合の18回戦の二回表、先頭打者の大和田明を三振、振り逃げで出塁、その後タイムリーによる1失点を挟んで3奪三振で、日本プロ野球史上初の1イニング4奪三振[19][20]
- 7月9日 - 大毎の荒巻淳が日生球場での対近鉄14回戦の九回裏に島田光二から三振を奪い、プロ通算1000奪三振を達成[21]。
- 7月14日 - 駒沢球場にてセ・リーグ初の公式戦となる国鉄対広島ダブルヘッダー13,14回戦が行われる[22]。
- 7月19日 - 後楽園球場での大毎対西鉄15回戦の大映の8回表無死一塁の攻撃で醍醐猛夫がバント。これを処理した稲尾和久が二塁へ送球するが審判の中根之はセーフのジャッジ。西鉄の監督の三原脩が中根に抗議しさらに三塁側審判控室にいたパ・リーグ審判副部長の二出川延明に抗議するが二出川が「俺がルールブックだ」と言ったとされる（詳細は参照）[23]。

### 8月
- 8月1日 - 西鉄の大下弘が大阪球場での南海対西鉄17回戦の三回表に2号本塁打を放ち、プロ通算200本塁打を達成[24]。
- 8月3日 - 第30回都市対抗野球大会の決勝戦が行われ、丸善石油が富士鉄釜石を6対4で破り、初優勝を達成する。
- 8月18日 - 第41回全国高等学校野球選手権大会の決勝戦が行われ、西条が宇都宮工を延長15回の末8対2で破り、初優勝を達成[25]。
- 8月25日 - 平和台球場での西鉄対阪急19回戦で、阪急は六、七回表に連続で六人の代打を送る[26]。
- 8月26日 - 平和台球場での西鉄対阪急ダブルヘッダー第二試合の21回戦が延長12回1-1の引き分けに終わり、西鉄はシーズン11度目の引き分けとなり、パ・リーグ新記録となる[27]。

### 9月
- 9月9日 - 南海の杉浦忠が大阪球場での対阪急24回戦に先発して完封し、稲尾和久の39回を更新するパ・リーグ新記録の43回連続無失点[28]。
- 9月13日 - 南海の杉浦忠が平和台球場での対西鉄25回戦の五回表無死一塁の場面で救援登板し、花井悠に四球を与え続く豊田泰光に逆転2点適時打を打たれ2失点し、パ・リーグ記録の連続無失点記録が43で止まる[29]。
- 9月27日
  - 大洋の桑田武が川崎球場での対阪神ダブルヘッダー第1試合の20回戦の一回裏に30号本塁打を打ち、プロ野球新人最多シーズン本塁打新記録を達成[30]。
  - 広島の備前喜夫が広島市民球場での対中日20回戦に先発して勝利投手となり、プロ通算100勝を達成[31]。

### 10月
- 10月3日 - 広島市民球場での広島対巨人24回戦で巨人が9-2で勝ち、5年連続8度目のセ・リーグ優勝達成[32]。
- 10月4日 - 後楽園球場での大毎対南海のダブルヘッダー第2試合の24回戦で2-0で勝利し、南海が4年ぶり5度目のパ・リーグ優勝[33]。
- 10月8日 - ワールドシリーズでロサンゼルス・ドジャースがシカゴ・ホワイトソックスを4勝2敗で破り、5年ぶり2度目の優勝を達成。
- 10月14日 - 巨人の別所毅彦が駒沢球場での対国鉄26回戦の二回裏から救援登板して最後まで投げ勝利投手となり、プロ通算300勝を達成[34]。
- 10月20日 - プロ野球の1959年度の最高殊勲選手、最優秀新人、沢村賞を決める記者投票の開票が東京・銀座のアラスカにて行われ、コミッショナー事務局が午後3時、最高殊勲選手はパ・リーグは杉浦忠、セ・リーグは藤田元司。最優秀新人にパ・リーグは張本勲、セ・リーグは桑田武。沢村賞は阪神の村山実を選出したと発表[35]
- 10月29日 - 日本シリーズが後楽園球場で午後1時から行われ、南海が巨人3-0で下し、2リーグ制以降初の日本一達成[36]。
- 10月31日 - 南海が大阪市内の御堂筋にて優勝パレード。沿道には20万人が集まった[37]。

### 11月
- 11月19日 - 西鉄は午前11時より球団代表の西亦次郎が東京八重洲の国際観光ビル4階の西鉄東京事務所にて監督の三原脩の辞任を正式に発表[38]。
- 11月21日
  - 大洋は午前11時より東京新丸ビルの大洋漁業本社にて三原脩と正式に契約[39]。
  - 西鉄はヘッドコーチの川崎徳次が監督に就任したと正式に発表[40]。
- 11月25日 - 阪神は午後3時、大阪市北区の新阪神ビル5階の球団事務所にて監督の田中義雄と、コーチの金田正泰の監督就任を発表[41]。

### 12月
- 12月11日 - 阪急は青田昇が現役を引退したと発表[42]。

## 誕生

### 2月
- 2月1日 - 荘勝雄
- 2月4日 - 大久保弘司
- 2月7日 - カルロス・ポンセ
- 2月20日 - ビル・ガリクソン
- 2月25日 - 都裕次郎
- 2月27日 - ケニー野村
- 2月27日 - 田中幸雄

### 3月
- 3月11日 - フィル・ブラッドリー
- 3月19日 - 森厚三

### 4月
- 4月1日 - 河上敬也
- 4月3日 - 米村理
- 4月4日 - 森田泰弘
- 4月8日 - 中田良弘
- 4月10日 - 福家雅明
- 4月17日 - 山口哲治
- 4月21日 - 矢野実
- 4月22日 - 尾上旭（+ 2022年）
- 4月22日 - テリー・フランコーナ
- 4月25日 - 梅沢義勝

### 5月
- 5月1日 - 川本智徳
- 5月3日 - 杉本正
- 5月4日 - 西口裕治
- 5月6日 - 浜本龍治
- 5月9日 - 仁村薫
- 5月10日 - 小松辰雄
- 5月12日 - 山本桂
- 5月14日 - 伊藤寿文
- 5月17日 - 池田親興
- 5月25日 - 広瀬明彦

### 6月
- 6月1日 - 中原朝日
- 6月3日 - 山中重信
- 6月3日 - 竹口昭憲
- 6月5日 - 三浦広之
- 6月11日 - 屋鋪要
- 6月29日 - 後藤雄一

### 7月
- 7月6日 - 鈴木康友
- 7月8日 - 川口和久
- 7月9日 - 服部浩一
- 7月21日 - 井辺康二
- 7月23日 - 岩本好広
- 7月26日 - 山沖之彦
- 7月31日 - 平田勝男

### 8月
- 8月6日 - 米村明
- 8月9日 - ジム・アドゥチ
- 8月18日 - 桃井進
- 8月27日 - 田中毅彦
- 8月29日 - 渋井敬一
- 8月29日 - 五十嵐信一
- 8月30日 - 駒崎幸一
- 8月30日 - 田辺繁文

### 9月
- 9月9日 - 宮本賢治
- 9月13日 - 佐藤兼伊知
- 9月15日 - 田中和博
- 9月18日 - ライン・サンドバーグ
- 9月18日 - 及川美喜男

### 10月
- 10月5日 - ロッド・アレン
- 10月7日 - 清家政和
- 10月8日 - 二村忠美
- 10月21日 - ジョージ・ベル
- 10月22日 - 新井克太郎
- 10月23日 - ジョージ・ヒンショー
- 10月24日 - 田村藤夫
- 10月29日 - ジェシー・バーフィールド

### 11月
- 11月5日 - ロイド・モスビー
- 11月11日 - フランク・ランペン
- 11月23日 - ブルック・ジャコビー

### 12月
- 12月6日 - ラリー・シーツ
- 12月17日 - 青山道雄
- 12月17日 - マーベル・ウイン
- 12月29日 - マイク・ブラウン

## 死去
- 4月27日 - 山本静雄（* 1921年）
- 5月26日 - エド・ウォルシュ（* 1881年）
- 12月6日 - 筒井敬三（* 1925年）